# Antrodia novae-zelandiae
Antrodia novae-zelandiae är en svampart som beskrevs av P.K. Buchanan & Ryvarden 2000. Antrodia novae-zelandiae ingår i släktet Antrodia och familjen Fomitopsidaceae.   Inga underarter finns listade i Catalogue of Life.